# Rallye Nový Zéland 2001
Rallye Nový Zéland 2001 byla desátou soutěží Mistrovství světa v rallye 2001. Zvítězil zde Richard Burns s vozem Subaru Impreza WRC.

## Průběh soutěže
Jako první startoval lídr šampionátu Tommi Mäkinen s vozem Mitsubishi Lancer EVO VI, který tak ostatním čistil trať a ztrácel. Burns se vinou drobných technických problémů propadl na deváté místo. V etapě vedl Marcus Grönholm s vozem Peugeot 206 WRC. V plánu týmu Peugeot Sport bylo, aby Grönholm zpomalil a šetřil vůz. Dali mu ale špatné časové informace a on se propadl na druhé místo. První byl Kenneth Eriksson s vozem Hyundai Accent WRC. V druhé etapě se Grönholmovi nedařilo zajíždět dobré časy. Naopak čtyři testy vyhrál Burns a posunul se do čela. Lehce havarovali jezdy týmu Ford M-Sport, Francois Duval a Colin McRae, ale oba mohli pokračovat v závodě. McRae udržel druhé místo a třetí byl Harri Rovanperä s Peugeotem. Ve třetí etapě Burns ztrácel, McRae ale dostal smyk a tak Burns vedení udržel. Rovanperä se propadl na čtvrté místo a třetí byl Carlos Sainz s Fordem. Pátý byl po smyku Grönholm. V závěru dostal smyk i Sainz a propadl se.

## Výsledky
1. Richard Burns, Robert Reid – Subaru Impreza WRC
2. Colin McRae, Nicky Grist – Ford Focus RS WRC
3. Harri Rovanperä, Risto Pietiläinen – Peugeot 206 WRC
4. Carlos Sainz, Luis Moya – Ford Focus RS WRC
5. Marcus Grönholm, Timo Rautiainen – Peugeot 206 WRC
6. Didier Auriol, Denis Giraudet – Peugeot 206 WRC
7. Petter Solberg, Phil Mills – Subaru Impreza WRC
8. Tommi Mäkinen, Risto Mannisenmäki – Mitsubishi Lancer EVO VI
9. Alister McRae, David Senior – Hyundai Accent WRC
10. Kenneth Eriksson, Staffan Parmander – Hyundai Accent WRC